# Zieloni (Dania)
Zieloni (duń. De Grønne) – duńska partia polityczna należąca do Europejskiej Partii Zielonych powołanej w lutym 2004 w Rzymie.
W wyborach do Parlamentu Europejskiego w 2004 r. partia nie wprowadziła swoich przedstawicieli do Parlamentu Europejskiego. Zieloni współpracują z Grupą Zielonych – Wolnym Sojuszem Europejskim – czwartą co do wielkości grupą polityczną Parlamentu Europejskiego.
W 2004 r. deputowany duńskiej Socjalistycznej Partii Ludowej przeszedł do grupy parlamentarnej Zielonych w Parlamencie Europejskim z Sojuszu Nordyckiej Zielonej Lewicy. Obecnie Socjalistyczna Partia Ludowa (Dania) przygląda się działaniom Europejskiej Partii Zielonych i Zielonych Globalnych.